# Ghẹ chữ thập
Ghẹ chữ thập, tên khoa học Charybdis feriata, hay ghẹ lửa, ghẹ hoa, là một loài ghẹ trong họ Portunidae. Chúng thường được tìm thấy ở khu vực nhiệt đới và cận nhiệt đới Ấn Độ Dương-Thái Bình Dương.

## Mô tả
Loài ghẹ này có thể phát triển chiều rộng đến khoảng 20 cm (8 in). Thân ghẹ hình quạt, mai nhẵn, có một số đường ngang. Mặt trước của mai có sáu chiếc gai hình tam giác có kích thước tương tự nhau, và mỗi bên của mai có sáu chiếc gai cắt cụt lớn hơn có kích thước khác nhau. Đôi mắt gần nhau. Có ba gai trên cổ càng và các gai nhỏ hơn ở các chân khớp khác. Cặp chân sau (chân đi bộ) cuối cùng có hình mái chèo và được sử dụng làm lực đẩy khi bơi. Mai có hoa văn đậm màu kem và nâu, thường có hình chữ thập màu trắng đặc biệt trên nền tối ở trung tâm. Các càng có màu nâu với các mảng trắng, chân có các dải màu nâu và trắng.
Tên gọi thông dụng loài ghẹ này do đặc điểm dấu hình chữ thập trên mai. Theo giai thoại, linh mục Dòng Tên Phanxicô Xaviê đã đánh mất cây thánh giá trong một cơn bão ở Indonesia, có thể là khi ông đang cố gắng làm cho nước biển lặng đi. Vào ngày hôm sau, khi ông đang ở trên bờ, một con cua nổi lên từ biển, kẹp chặt cây thánh giá. Thánh Phanxicô đã ban phước lành cho con cua và kể từ đó, nó đã mang dấu thánh giá trên vỏ của nó. Một số người Công giáo tôn kính loài ghẹ này, và vỏ đôi khi được bán như đồ trang sức tôn giáo hoặc bùa may mắn.

## Phân bổ
C. feriata có nguồn gốc từ khu vực nhiệt đới và cận nhiệt đới phía tây Ấn Độ Dương-Thái Bình Dương. Phạm vi sinh sống của chúng kéo dài từ Đông Phi, Biển Đỏ và Vịnh Ba Tư đến Nhật Bản, Indonesia và Úc. Tuy không phổ biến ở Úc, nhưng chúng lại được thu hoạch thương mại ở các vùng thuộc phạm vi phân bố như Ấn Độ.
Tháng 2 năm 2022, một mẫu vật cái đã bị ngư dân đánh bắt được ở ngoài khơi Genova, ở độ sâu khoảng 50 mét bằng lưới trammel tôm hùm. Được báo cáo cho "Phòng thí nghiệm sinh học đánh cá DISTAV" của Đại học Genoa, mẫu vật được vận chuyển đến khu vực Địa Trung Hải của Thủy cung Genoa, để được chuyển đến bể giám tuyển và quan sát hành vi của nó. Đây không phải là báo cáo đầu tiên về việc nhìn thấy hoặc bắt giữ loài cua này ở Địa Trung Hải, nó đã được báo cáo lần đầu tiên vào năm 2004 ở Tây Ban Nha, ở vùng biển Barcelona, lần thứ hai ở Livorno vào năm 2015 và lần thứ ba vẫn vậy, ở Tây Ban Nha, gần Tarragona vào năm 2017.

## Sinh thái học
Loài C. feriata sinh sống ở vùng nước nông, trên cả đá và đáy cát. Quá trình sinh sản diễn ra khoảng 17 ngày sau khi chúng giao phối, và giống như các loài cua khác, ghẹ cái mang trứng đã thụ tinh dưới bụng.